# نیلسویل (ویسکانسین)
نیلسویل، ویسکانسین  (به انگلیسی: Neillsville) شهری در شهرستان کلارک ایالت ویسکانسین است که در سال ۱۸۸۲ بنیان‌گذاری شده‌است. این شهر طبق سرشماری سال ۲۰۱۰ میلادی ۲٬۴۶۳ نفر جمعیت داشته‌است.

## نگارخانه

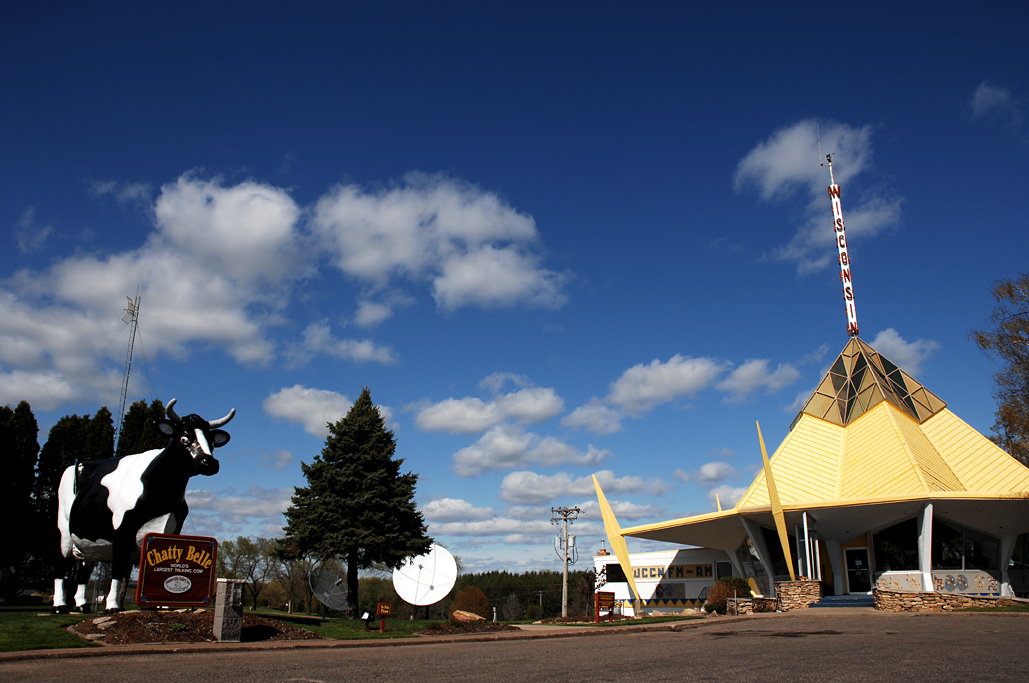
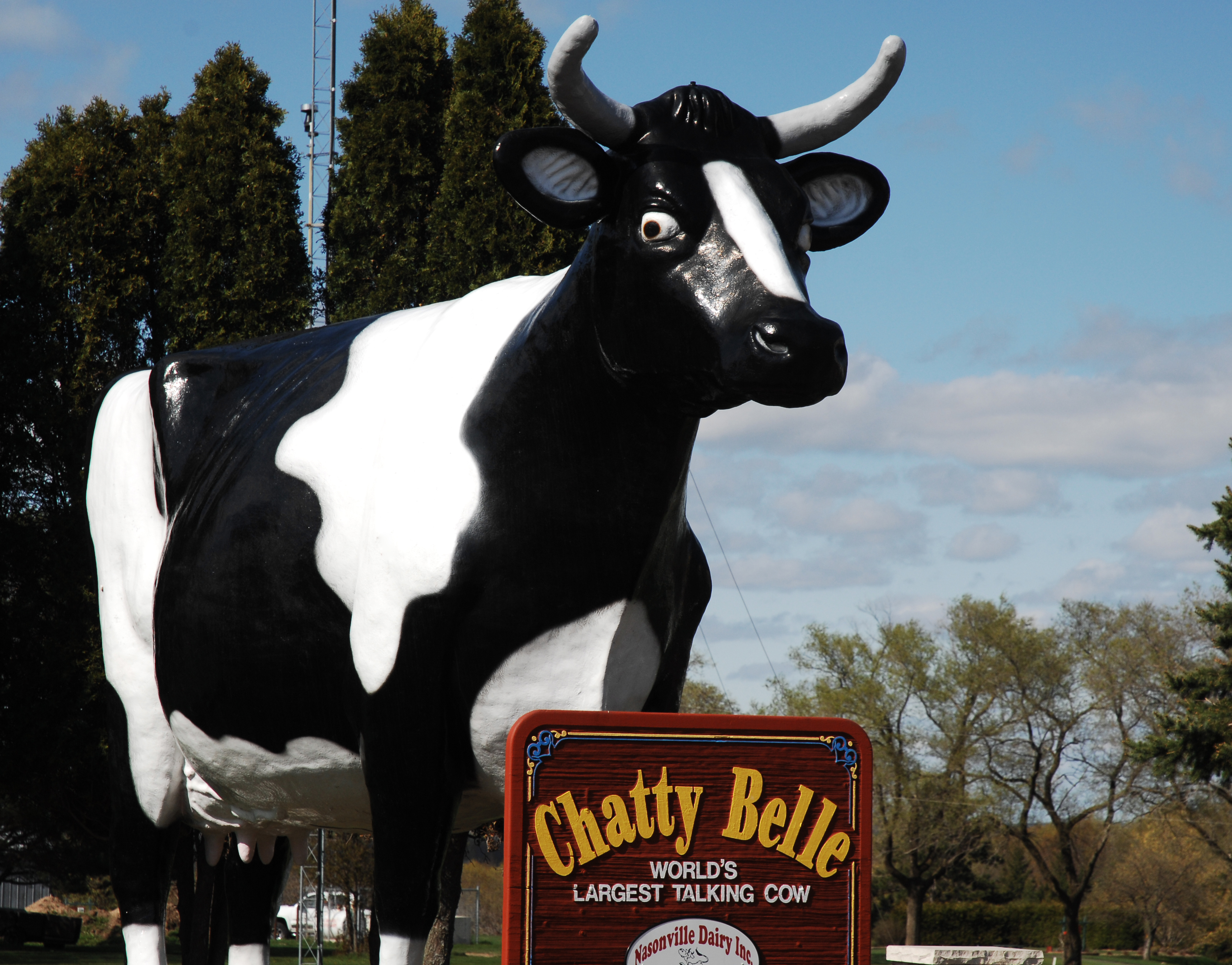
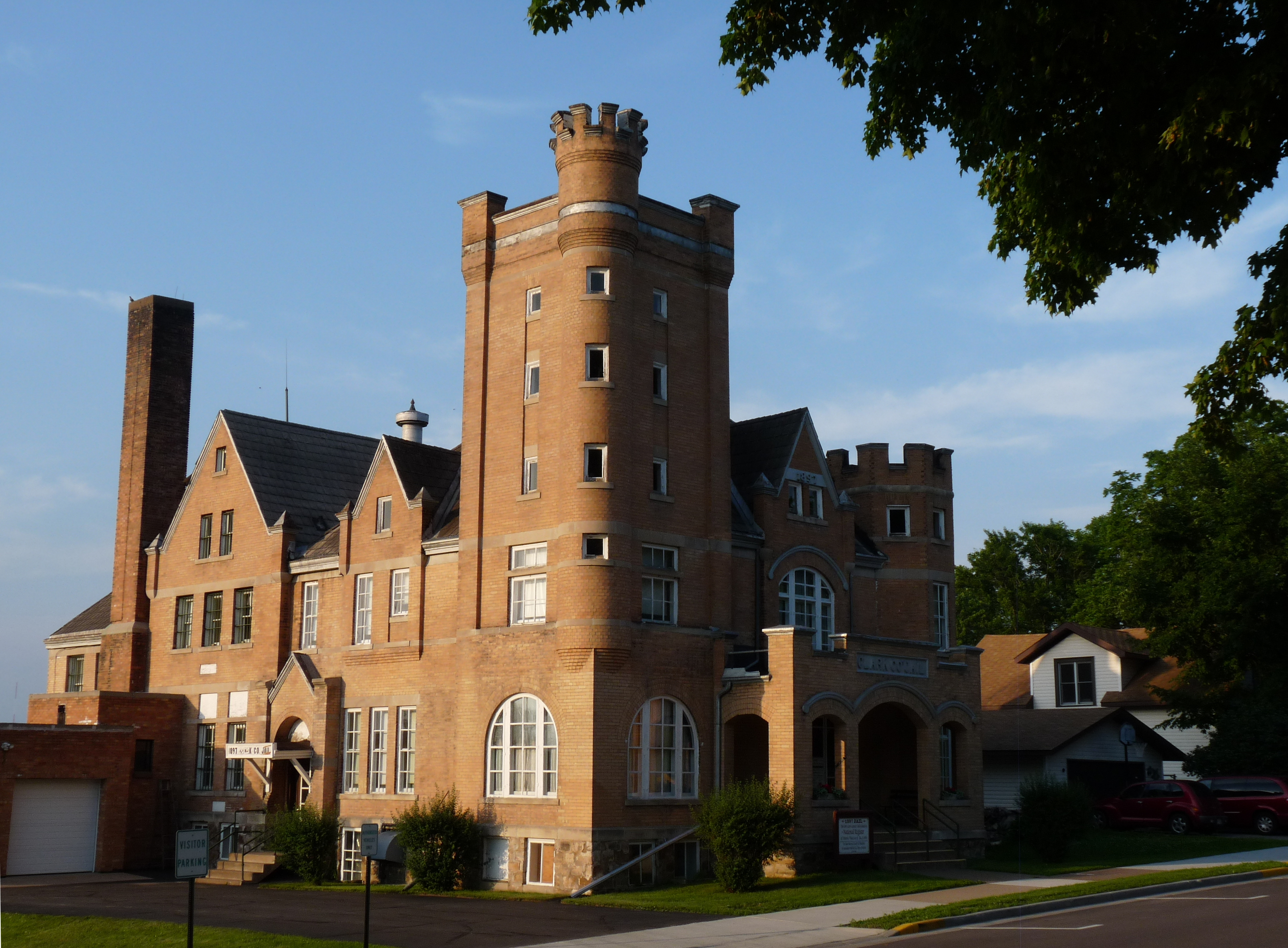